# Ottone di Waldburg
Ottone di Waldburg (Scheer, 25 febbraio 1514 – Roma, 2 aprile 1573) è stato un cardinale e vescovo cattolico tedesco.

## Biografia
Di nobile famiglia, era figlio di Guglielmo I di Waldburg e di Sibilla di Sonnenberg.
Studiò legge a Bologna, dove fu allievo di Ugo Boncompagni ed ebbe come compagni Alessandro Farnese, Cristoforo Madruzzo e Stanislao Osio.
Fu canonico dei capitoli cattedrali di Trento, Spira e Augusta.
Consigliere imperiale, fu inviato in missione a Roma: papa Paolo III lo inviò alla dieta di Norimberga, lo nominò nunzio in Polonia e lo creò cardinale nel concistoro del 19 dicembre 1544.
Fu vescovo di Augusta, in Baviera, dal 1545; ebbe i titoli di Santa Balbina, Santa Sabina e Santa Maria in Trastevere; fu vescovo suburbicario di Albano, Palestrina, Sabina e Poggio Mirteto.
Fu sepolto nella chiesa di Santa Maria dell'Anima a Roma.

## Successione apostolica
La successione apostolica è:
- Arcivescovo Adolf von Schauenburg (1548)
- Vescovo Christoph Metzler von Andelberg (1549)
- Arcivescovo Antonio Puteo (1563)
- Vescovo Francesco Bossi (1568)
- Vescovo Stanisław Dzedziński (1568)
- Vescovo Markus Tegginger (1568)
- Vescovo Cristoforo Scotti (1569)
- Vescovo Ambrogio Salvio, O.P. (1569)
- Cardinale Girolamo da Correggio (1570)
- Cardinale Claude de la Baume (1570)
- Vescovo Nicolò Ormaneto (1570)
- Vescovo Wolfgang Holl (1570)
- Vescovo Guarnero Trotti (1571)
- Vescovo Nicolaus Don (1571)
- Vescovo Giovanni Antonio Lazzari (1572)
- Vescovo Jakob Feucht (1572)
- Vescovo Pietro Francesco Ferri (1572)
- Vescovo Ferdinando Farnese (1572)